# Sylvain N'Diaye
Sylvain N'Diaye (Parigi, 25 giugno 1976) è un ex calciatore senegalese, di ruolo centrocampista.

## Carriera

### Nazionale
Ha partecipato ai Mondiali 2002 con la nazionale senegalese (con cui ha collezionato 24 presenze) senza giocare però nemmeno un minuto.
Ha inoltre partecipato alla Coppa d'Africa sia nel 2002 che nel 2004.

## Palmarès

### Club

#### Competizioni internazionali
- Coppa Intertoto UEFA: 1

Bordeaux: 1995